# QBasic
QBasic (КјуБејсик) је интегрисано развојно окружење (IDE) и преводилац за варијанту BASIC програмског језика која је базирана на QuickBasic-у (који има додат компајлер). Код унијет у QBasic се може одмах извршавати са shift+F5 командом. Програм ради под скоро свим верзијама MS-DOS-а и Windows-а и на Линуксу преко емулатора као што је DOSBox. Налазио се на свим рачунарима са MS-DOS или PS-DOS оперативним системом, као дио ДОС-а.
У вријеме настанка, програм је имао изузетно напредно програмско окружење, дибагер, провјеру синтаксе у вријеме писања и кориштење миша.
Као и QuickBASIC, QBasic је структурисани програмски језик, који подржава функције и субрутине. Уношење бројева линија је било опционо (подржано ради компатибилности са претходним Бејсик верзијама).